# おふろのうた
「おふろのうた」は、1985年4月、NHKの『みんなのうた』で放送された曲。作詞は秋元康。作曲は市川都。

## 概要
お風呂が嫌いな子供を主人公にした歌で、様々な理屈をつけてお風呂に入ることを拒む内容になっている。作詞者の秋元曰く、子供のお風呂嫌いについて一生懸命言い訳する歌を作りたかったというが、放送後、父母や風呂屋からは苦情の電話が殺到した。同じく『みんなのうた』で紹介された「おふろやさんへつれてって」の反応とは対照的である。
歌の五百木佑野は当時東京放送児童合唱団に所属していた小学2年生の少年。本人曰く「僕、本当はおふろ大好きなのに」とのこと。
元々は、1984年に秋元が構想した「2歳児が歌う演歌をA面、『おふろのうた』をB面にした」レコード企画のために作られた楽曲だったが、その後企画自体が消滅し、『みんなのうた』に採用された。

## シングル

### キャニオン版
1985年7月21日発売。両面ジャケット仕様（事実上の両A面扱い）。
1. おふろのうた
  - 作詞：秋元康、作曲：市川都、歌：五百木佑野（東京放送児童合唱団）
2. 草原情歌
  - 作詞：王洛賓、訳詞：青山梓、劉俊南、作曲：王洛賓、歌：馮智英

### テイチク版（HD-3003）
1985年7月21日発売。
1. おふろのうた
  - 作詞：秋元康、作曲：市川都、編曲：高田弘、歌：五百木佑野、東京放送児童合唱団
2. みんなおやすみ
  - 作詞：佐藤博、作曲・編曲：和田昭治、歌：和田昭治

### CBSソニー版（06SH1671）
1985年7月21日発売。
1. おふろのうた
  - 作詞：秋元康、作曲：市川都、編曲：飛沢宏元、歌：島本須美
2. みんなおやすみ

### フォーライフ版（6K-1）
1985年8月5日発売。
1. おふろのうた
  - 作詞：秋元康、作曲：市川都、編曲：小林信吾、歌：高田祐子
2. パパのうた
  - 作詞：秋元康、作曲：市川都、編曲：小林信吾、歌：高田純次

「おふろのうた」と同じメロディで、「パパ」が「会社に行きたくない」と歌う[2]。
レコード会社からの「『おふろのうた』のアンサーソングを書いてほしい」という注文に答え、秋元が「子供がお風呂を嫌いなように、大人も会社に行くのが嫌いなのではないか」と考え歌詞を書き下ろした[2]。

### 日本コロムビア版（CK-755）
1985年9月1日発売。
1. おふろのうた
  - 作詞：秋元康、作曲：市川都、歌：五百木佑野（NHK東京放送児童合唱団）
2. ありがとう・さようなら
  - 作詞：井出隆夫、作曲・編曲：福田和禾子、歌：ピーカブー、吉田直子（NHK東京放送児童合唱団）

## 収録アルバム
- NHKみんなのうた大全集 恋するニワトリ～おふろのうた（1985年）